# Голод у Північній Кореї
Голод у Північній Кореї (кор. 북한기근/고난의 행군) тривав з 1995 по 1999 роки та забрав, за різними оцінками, від 250 000 до 3 000 000 життів. За різними даними, країна майже щорічно відчуває брак продовольства.
Відповідно до оцінок експертів, голод був викликаний різким скороченням міжнародних постачань, неефективною політикою північнокорейського керівництва та низькими врожаями в країні. Уряд Північної Кореї визнає факт голоду та економічних труднощів в країні та стверджує, що вони викликані економічними санкціями проти КНДР.

## Історичні передумови виникнення голоду
Історично північна Корея менш пристосована для землеробства, ніж південна — більшу частину території Північної Кореї займають гори.
У період японського правління у Кореї колоніальна адміністрація сприяла розвитку індустрії на півночі Кореї, у той час як південь колонії розглядався як житниця Японської імперії. Отримання Кореєю незалежності та поділ країни у 1945 році змусило уряд Північної Кореї шукати нові методи розв'язання сільськогосподарської проблеми. У 1946 році в північній Кореї під керівництвом радянської окупаційної адміністрації була проведена сільськогосподарська реформа, в ході якої була націоналізована земля, яка перебувала у власності у багатих корейців та японців. Після проголошення КНДР 9 вересня 1948 року, економіка країни довгий час була залежна від допомоги, яка надавалася Радянським Союзом та Китайською Народною Республікою (з 1950-х років)
З 1957 року у КНДР функціонує карткова система, яка прийняла всеосяжний характер починаючи з кінця 1960-х.

## Ситуація у КНДР напередодні голоду
Кінець 1980-х — початок 1990-х років стало часом розпаду соціалістичного табору. Для КНДР це стало часом різкого скорочення міжнародної допомоги з-за кордону: у 1990 році СРСР зажадав від Північної Кореї платити за імпортовані продукти за ринковими цінами, одночасно скоротився обсяг китайської допомоги. Однак північнокорейське керівництво відмовилося від реформування своєї економічної системи. Ця ситуація призвела до важкої економічної кризи: з 1990 по 1995 рік ВВП КНДР скорочувався. У 1992-1993 роках влада Північної Кореї розпочала кампанію, що закликала громадян їсти два, а не три рази на день. У 1994 році жителі віддалених районів не могли отримати їжу по картках, іноді протягом декількох днів. Після катастрофічних повеней у 1995 році в країні почався голод.

## Голод (1995—1999)
З 1995 по 1999 роки в КНДР тривав голод. Оцінки числа загиблих коливаються від 220 тисяч до 3, 5 мільйонів. Під час голоду, за повідомленнями біженців, мали місце випадки людоїдства. Голод призвів до значних змін у північнокорейському суспільстві.
У силу закритого характеру Північної Кореї, дослідники мають у своєму розпорядженні порівняно невеликий обсяг інформації про хід кризи.
Одним з цінних джерел є дослідження, проведене південнокорейською буддистською правозахисною організацією «Добрі Друзі». У 1995-1998 роках члени цієї організації регулярно нелегально перетинали китайсько-північнокорейський кордон та опитували громадян КНДР. Всього було опитано 1855 осіб. Опитування не було цілком репрезентативне, оскільки «Добрі Друзі» в основному працювали в північних районах КНДР; більша частина опитаних проживала в провінції Хамґьон-Пукто.
На підставі зібраних матеріалів «Добрі Друзі» видали книгу «Ми хочемо жити по-людськи». Першу частину книги складають записані свідчення північнокорейців, а другу — статистичні матеріали.
Зокрема, в книзі наведена наступна інформація:
- 28,6 % членів сімей опитаних померли від голоду та хвороб.
- Найбільший відсоток смертності спостерігався у двох вікових групах — серед людей похилого віку (померло 77,3 % людей у віці 60-70 років та 90,7 % — у віці понад 70 років) і дітей до 9 років (померло 40,5 %). Найменший відсоток смертності спостерігався у віковій групі від 30 до 40 років — померло 6,9 %.
- Найбільша смертність спостерігалася в провінції Чагандо.
- Більшість опитаних (57,1 %) вважає головною причиною голоду катастрофічні повені, що призвели до недовиробництва продовольства. 22,6 % опитаних вважає, що за голод несуть відповідальність влада КНДР, причому приблизно половина з них покладає провину особисто на Кім Чен Іра. 4,1 % опитаних вважають, що головна причина голоду — економічна блокада з боку США.

## Кількість загиблих
Через закритий характер Північної Кореї точний підрахунок числа загиблих від голоду ускладнений. Нижче наведені оцінки, зроблені різними експертами та організаціями.
| Експерт\Організація             | Оцінка           |
| ------------------------------- | ---------------- |
| ООН                             | 2 млн.           |
| Влада КНДР                      | 220 — 250 тис.   |
| Маркус Ноланд та Стефан Хаггард | 600 тис. — 1 млн |
| Ендрю Націос                    | 10 % населення   |
| Хван Чаньоп                     | 1-2,5 млн.       |
| Добрі Друзі                     | 2,8-3,5 млн.     |
| Джон Хопкінс                    | 2,5 млн.         |

## Міжнародна допомога
В умовах голоду низка країн та організацій прийняли рішення надати допомогу Північній Кореї. Нижче наведена таблиця, яка показує обсяги поставок продовольства, медикаментів та інших засобів у КНДР.
| Країна            | Обсяг допомоги                      | Період    |
| ----------------- | ----------------------------------- | --------- |
| США               | Поставки на суму $1010,7 млн        | 1995-2005 |
| Японія            | 1,2 млн т продовольства             | 1995-2004 |
| Південна Корея    | Поставки на суму $3492,9 млн.       | 1996-2005 |
| КНР               | 2 млн т продовольства               | 1996-2005 |
| Європейський союз | Поставки мазуту на сумму $95.8 млн. | 1995-2003 |
| Канада            | Поставки на суму $11 млн.           |           |

## Наслідки голоду
Під час голоду система розподілу продовольства за картками, що існувала протягом майже всієї північнокорейської історії, практично припинила своє існування — велика частина населення країни не могла отоварити свої картки. У цих умовах люди були змушені шукати інші способи прожитку.
В умовах голоду багато північнокорейці були змушені бігти у КНР. У 1999 році південнокорейські соціологи провели дослідження, в ході якого встановили, що в КНР на 1999 рік перебувало від 143 до 195 тисяч осіб.
За даними організації «Об'єднання рухів за свободу Північної Кореї», в наш час[коли?] в Китаї знаходиться від 10 до 20 тисяч біженців з КНДР.
Після голоду у Північній Кореї з'явилися так звані Спільні ринки. На цих ринках північнокорейці торгують їжею, одягом, побутовою технікою та відеопродукцією. Оскільки існування ринків порушує чинне законодавство, влада Північної Кореї регулярно намагаються вжити заходів щодо їх закриття, які, як правило, саботуються населенням і нижчими шарами чиновництва.